# Perykles
Perykles (gr. Περικλῆς Perikles: otoczony chwałą, ur. ok. 495 p.n.e., zm. 429 p.n.e.) – ateński polityk, mąż stanu, retor oraz reformator demokracji ateńskiej.

## Życiorys
Syn zwycięzcy spod Mykale Ksantipposa, ze strony matki Agaristy wywodził się z rodu Alkmeonidów. Paradoksalnie, mimo że władza w polis skupiona była w jego rękach, to on stworzył demokrację ateńską. Wystąpił w roku 463 p.n.e. jako oskarżyciel Kimona, obalił z Efialtesem 462 p.n.e. Areopag, przez zaprowadzenie diet dla sędziów itd. dał ludowi większy udział w sprawach państwowych i utwierdził umiarkowaną demokrację. W latach 444–429 p.n.e., obalając swego konserwatywnego przeciwnika Tukidydesa (nie historyka), był wybierany corocznie na stanowisko stratega, czyli dowódcy wojskowego mającego jednocześnie wpływ na politykę Aten. Rozszerzył i wzmocnił ustrój demokratyczny, otaczał opieką filozofów i artystów.
Zaoszczędzone pieniądze przeznaczał na budowę wspaniałych gmachów (Partenon 447–438 p.n.e., Propyleje).
W latach 440–439 p.n.e. dowodził w wojnie przeciwko Samos, wskutek której prawdopodobnie wprowadził na wyspie ustrój demokratyczny.
Perykles dbał również o rozwój wpływów Aten, zakładając kolonie (zwane „apoikia”) wzdłuż wybrzeża Morza Czarnego. Rozbudował również Pireus (był to najważniejszy port starożytnych Aten), doprowadzając do przewagi handlowej Aten na Morzu Egejskim, co spowodowało wybuch konfliktu ze Spartą (II wojna peloponeska). W końcowym etapie życia związał się z Aspazją, która była początkowo jego kochanką, później zaś żoną. Wraz z nią popierał rozwój nauki i sztuki, doprowadzając Ateny do najwyższego stopnia rozwoju gospodarczego i kulturalnego. Przeszłość kobiety negatywnie wpłynęła na reputację Peryklesa, co spowodowało wzrost znaczenia Kleona.
Do kręgu przyjaciół Peryklesa zaliczali się: Fidiasz, filozof Anaksagoras, Sofokles i Herodot. Jego popiersie stworzył Kresilas, życiorys Peryklesa spisał ok. roku 100 Plutarch.
Perykles zajmował się wychowaniem jednej z najbarwniejszych postaci starożytnej Grecji – Alkibiadesa. Zmarł podczas epidemii w Atenach w pierwszych latach II wojny peloponeskiej.
Perykles odznaczał się prawdopodobnie zdeformowaną wieżowato czaszką (oksycefalia). Stąd przeciwnicy nazywali go „Schinokefalos” („Cebulogłowy”). Z tego też względu wszystkie znane wizerunki rzeźbiarskie przedstawiają go w hełmie na głowie, gdyż tylko tak pozwalał się portretować. Zasługą Peryklesa było umocnienie wpływów Aten w całej Grecji. W 430 p.n.e., w początkach wojny peloponeskiej, wybuchła w Atenach zaraza, która spowodowała śmierć ok. ¼ ludności kraju. Dosięgnęła ona również Peryklesa.

## Dokonania Peryklesa
- radzie, która od tej pory stała się głównym organem wykonawczym, przyznano nadzór nad urzędnikami, prowadzenie spraw o zdradę stanu, prawo doraźnego aresztowania, nakładania grzywny, jak również – w pewnych okolicznościach – egzekucji
- heliaja przejęła niektóre sądownicze funkcje Areopagu, jak sprawy o bezbożność i przyjmowanie odwołań – Areopagowi pozostawiono jedynie rolę trybunału sądowego w sprawach karnych
- wprowadził zasadę odpłatności urzędów (każdy obywatel Aten mógł brać udział w życiu politycznym)
- dopuścił do wyboru na urząd archonta przedstawicieli trzeciej klasy majątkowej (według podziału Solona)
- podział Rady Pięciuset na 10 komisji (prytanii)
- twórca idei mocarstwowości państwa
- rozbudowa floty i portów; przyczynił się do zakończenia budowy tzw. „Długich Murów”, łączących Ateny z Pireusem
- organizacja funduszy na budowę Partenonu
- w 451 r. p.n.e. zostało wprowadzone prawo o obywatelstwie w Atenach – zgodnie z nim za obywatela Aten uważano tylko tego, którego rodzice byli Ateńczykami
- każdy Ateńczyk był wpisany na listę obywatelską jednego z demów, w 15. roku życia wciągano jego imię na listę wojskową
- za zasługi położone dla państwa nadawano obywatelstwo ateńskie także zasłużonemu cudzoziemcowi

Obywatelstwo obejmowało następujące prawa publiczne:
- czynne i bierne prawo wyborcze do Rady i Zgromadzenia Ludowego
- prawo piastowania urzędów Peryklesowskich.
- Prawo do stawania przed sądem

Obywatelstwo obejmowało następujące prawa prywatne:
- wstępowania w związek małżeński
- kupna i sprzedaży ziemi

Do obowiązków obywateli należało:
- płacenie podatków
- służba wojskowa
- nienaganne życie prywatne
- korzystanie z pełnych praw obywatelskich przysługiwało jednak tylko Ateńczykowi, który pędził uczciwe życie, w tym celu dokonywano co pewien czas lustracji. W Atenach liczba obywateli (mężczyźni wieku od 20–60 lat) w czasach Peryklesa wynosiła ponad 40 tysięcy, natomiast ogólną liczbę mieszkańców miasta szacowano na 120 tysięcy (w tym kobiety, starcy i dzieci).

## Upamiętnienie
Wizerunek Peryklesa został umieszczony na greckich monetach obiegowych o nominale 20 drachm bitych z przerwami w latach 1976-1988.